# Howhannes Dawtian
Howhannes Dawtian (arm. Հովհաննես Դավթյան; ur. 25 listopada 1983 w Leninkan) − armeński judoka, występujący w kategorii do 60 kilogramów, brązowy medalista mistrzostw świata, dwukrotny wicemistrz Europy i dwukrotny brązowy medalista mistrzostw Europy. Uczestnik letnich igrzysk olimpijskich w Pekinie (2008) i letnich igrzysk olimpijskich w Londynie (2012).

## Osiągnięcia
| Rok  | Turniej            | Miejsce | Kategoria wagowa         |
| ---- | ------------------ | ------- | ------------------------ |
| 2007 | Mistrzostwa Europy | 2.      | Waga ekstralekka (60 kg) |
| 2008 | Mistrzostwa Europy | 7.      | Waga ekstralekka (60 kg) |
| 2009 | Mistrzostwa świata | 3.      | Waga ekstralekka (60 kg) |
| 2012 | Mistrzostwa Europy | 2.      | Waga ekstralekka (60 kg) |